# Perlsdorf
Perlsdorf est une ancienne commune autrichienne du district de Südoststeiermark en Styrie.